# زاك سنايدر
زاك سنايدر (بالإنجليزية: Zack Snyder)‏ مخرج أمريكي من مواليد 1 مارس 1966، أخرج عدة أفلام منها 300 والمراقبون ورجل من حديد وباتمان ضد سوبرمان: فجر العدالة.

## نشأته
ولد سنايدر في جرين باي، ويسكونسن، ونشأ في ريفرسايد، كونيتيكت. كانت والدته مارشا مانلي (ني ريفز) توفيت سنة (2010) رسامة ومدرسةً للتصوير الفوتوغرافي في مدرسة دايكروفت، والتي درس فيها سنايدر لاحقًا. عمل والده تشارلز إدوارد سنايدر (1936-2008) موظفًا تنفيذيًا. ولديه أخت كبيرة أودري. حضر سنايدر خلال أشهر الصيف وهو طفل، في معسكر أواتونا في هاريسون بولاية ماين. درس سنايدر الرسم بعد عام من المدرسة الثانوية في مدرسة هيذرلي للفنون الجميلة في إنجلترا، على الرغم من أنه بدأ بالفعل في صناعة الأفلام. بعد ذلك، التحق سنايدر بكلية الفنون في مركز التصميم في باسادينا كاليفورنيا.

## حياته المهنية
زاك إدوارد سنايدر هو مخرج ومنتج و كاتب سينمائي أمريكي، قام بأول فيلم روائي له عام 2004، مع إعادة إنتاج فيلم الرعب ظهور الموتى لعام 1978. منذ ذلك الحين، قام بإخراج/إنتاج عدد من الكتب المصورة والأفلام الخارقة، بما في ذلك 300 محارب والمراقبون سنة 2009.
وكذلك فيلم الرجل الفولاذي، بطولة هنري كافيل في دور البطل الخارق سوبرمان. الذي صدر من قبل عالم دي سي السينمائي وكذلك فلم باتمان ضد سوبرمان : فجر العدالة الذي صدر سنة 2016 وفلم فرقة العدالة الذي صدر سنة 2017.
كما شغل منصب كاتب سيناريو في فلم ساكر بنش و300 : بزوغ الامبراطورية وشغل أيضاً منتج تنفيذي في فلم الفرقة الانتحارية والرجل المائي وشارك في كتابة قصة فلم المرأة الخارقة
سنايدر هو المؤسس لشركة مَقلعُ الحجارة، والتي كانت تعرف سابقًا بشركة الافلام القاسية، وهي شركة إنتاج أسسها في عام 2004، جنبًا إلى جانب مع زوجته ديبورا سنايدر والشريك المنتج ويسلي كولر

## مسيرته الفنية
قدم سنايدر أول فيلم روائي له مع إعادة إنتاج فيلم الرعب ظهور الموتى، بالإضافة إلى فيلم الحرب الخيالية 300 (2006) المقتبس من مؤلفات الفنان فرانك ميلرالحصان الأسود كاريكاتير سلسلة قصيرة من نفس الاسم. تم إصدار فيلمه "مراقبة الحراس الذي وزعته وارنر. تم إصدار الفيلم في 6 مارس 2009 وحقق 185 مليون دولار حول العالم. تم إصدار أول مشروع رسوم متحركة بعنوان أسطورة الحراس: بومة غهول في 24 سبتمبر 2010. من أنتج سنايدر، تم فلم ساكر بنش الذي إصداره في 25 مارس،2011. كان الفيلم استنادًا إلى سيناريو كتبه سنايدر وستيف شيبويا.
في عام 2013، أخرج فيلم الهزلي الثالث رجل الفولاذي، بطولة هنري كافيل في دور سوبرمان. قام مباشرة بالتوقيع على إعادة إنتاج نسخة جديدة لفيلم الرجل المصور لم يتم إنتاجها بعد  لعام 1969. ويعتزم كتابة تكملة لـ أسطورة الحراس: بومة غهول.
أعلن سنايدر على كوميك كون 2013 أن باتمان وسوبرمان سيشاركان الشاشة في فلم باتمان ضد سوبرمان : فجر العدالة.الذي صدر في عام 2016 من أخراجه، وقام هنري كافيل بدوره سوبرمان، وبن أفليك لعب دور باتمان  أخرج سنايدر ايضاً فلم فرقة العدالة لشركة وارنر بروسلكن تم استبداله بـالمخرج جيسون ويدون بعد الاضطرار إلى المغادرة أثناء مرحلة ما بعد الإنتاج بسبب انتحار ابنته
اعتبارًا من مارس 2016، كان سنايدر يعمل على الصورة الاخيرة، دراما عن مصور حرب في أمريكا الجنوبية. وهو يعمل حاليًا أيضًا على تعديل رواية النافورة لعام1943 التي كتبها آين راند
في 29 كانون الثاني (يناير) 2019، أعلن سنايدر أنه وقع على إخراج «جيش الموتى» وهو فيلم رعب الزومبي، لنتفليكس سيقوم سنايدر بإخراح وإنتاج مع شريكته وزوجته، ديبورا سنايدر، من خلال شركة الإنتاج التي أعيد تصنيفها حديثًا.

## أسلوبه التصويري

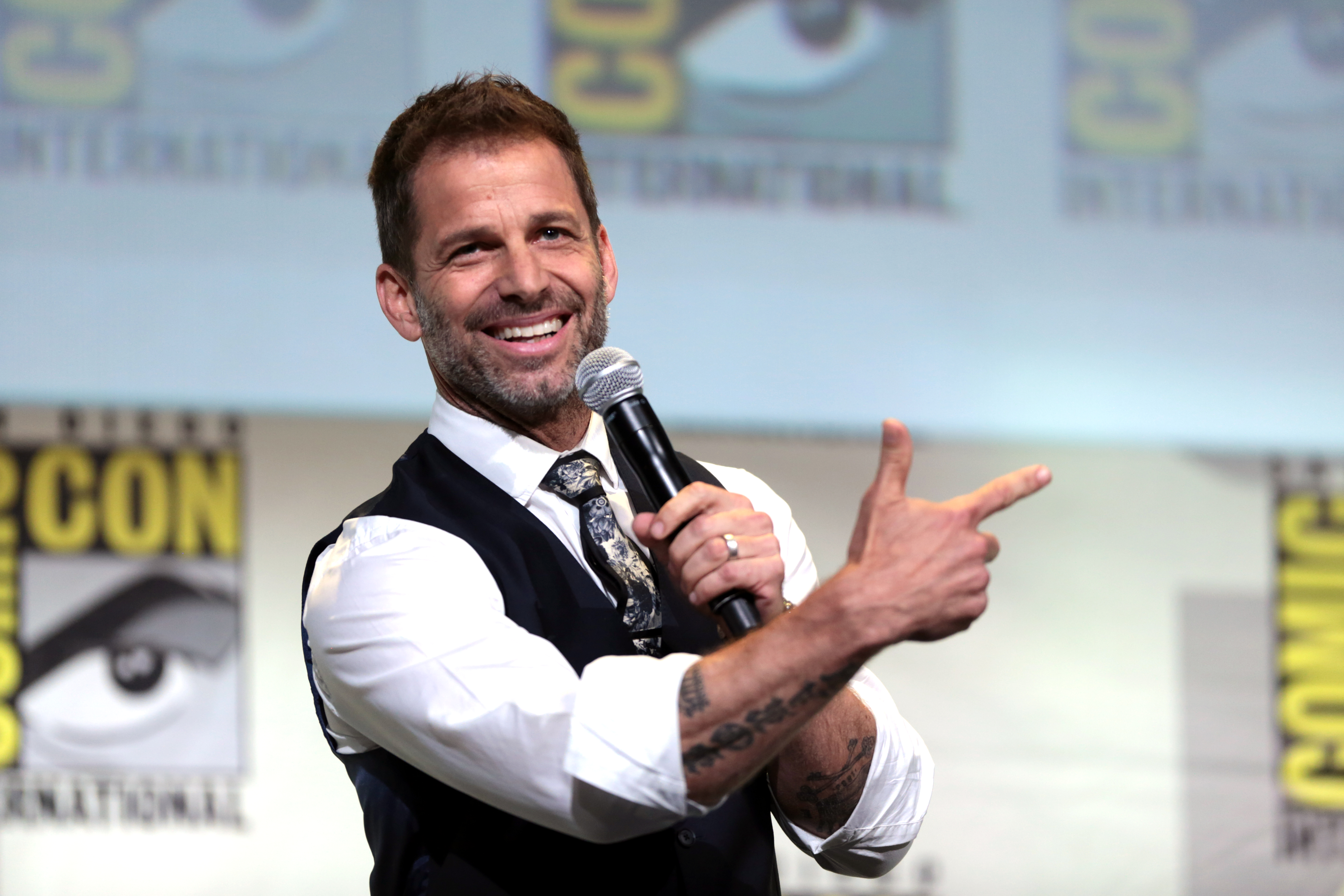
زاك سنايدر اثناء تكلمه عن عالمه السينمائي بمهرجان كوميك كون 2013

يستخدم سنايدر غالبًا أسلوب الحركة البطيئة داخل وخارج مشاهد القتال في أفلامه، والتي لاحظتها إيمي نيكولسون من مجلة بوكس أوفيس موجواختلافه عن المخرجين الآخرين الذين يصنعون العديد من المقطوعات المقربة أثناء القتال.
تظهر لقطة قصيرة مدتها300 دقيقة للملك ليونيداس وهو يذبح أعدائه وتزداد الكاميرا وتصغيرًا للتأكيد على كل عملية قتل وتنقل ليونيداس.

## الحياة الشخصية
يعيش سنايدر في باسادينا مع زوجته الثانية المنتجة ديبورا جونسون. التقى الزوجان لأول مرة في عام 1996، وبدأت المواعدة في عام 2002، وتزوجا في 25 سبتمبر 2004 في كنيسة سانت بارثولوميوالأسقفية في مانهاتن، نيويورك  كان متزوجا سابقا من دينيس ويبر ولدى سنايدر ثمانية أطفال نصفهم تم تبنيهم: أوليفيا، ويلو، اوتمن، إيلي، حزقيال، جيت، سيج وكاش. أنجب
ابنائه من زوجته السابقة دنيس أوليفيا وإيلي وتبنى ويلو واوتمن من الصين. ابنان أصغر سناً أما حزقيال وجيت فهما من علاقته مع كيرستن إيلين، التي كانت المنتج الرئيسي له في الإعلانات التجارية لبعض الوقت انتحارت ابنته بالتبني اوتمن سنايدر لأسباب غير معروفة مما أدى إلى الانسحاب من أعمال ما بعد الإنتاج منها فلم فرقة العدالة.

## التعاون الفني
أنتجت ديبورا سنايدر، زوجة سنايدر، جميع أفلامه التي يعود تاريخها إلى 300 محارب ومنتج تنفيذي في 300 وأسطورة الحراس: بومة غهول. كان لاري فونج وويليام هوي مصور سينمائي ومحرر أفلام سنايدر، على التوالي، في الأفلام
300، والمراقبوان وساكر بنش. وكان فونغ هو أيضا المصور السينمائي لباتمان ضد سوبرمان: فجر العدالة. كان ديسجاردين هو المشرف على المؤثرات البصرية في افلام المراقبون، وساكر بنش، ورجل من حديد، وعمل ديفيد برينر كمحررأفلام في فيلم رجل من حديد وباتمان ضد سوبرمان : فجر العدالة وفرقة العدالة والفلم القصير مكواة البخار البخارية.

## مشاكله النفسية
دخل سنايدر حالة صدمة شديدة بعد انتحار ابنته اوتمن بالتبني، ومع ذلك بقيت أسباب الانتحار مخفية، انتحار ابنته ودخول سنايدر حالة صدمة شديدة جعل شركة وارنر بروس تسحب مهمة إخراج فلم فرقة العدالة واعطاء هذه المهمة إلى المخرج جويسون ويدونة هذا الأمر الذي صدم الكثير من متابعين أفلام دي سي علماً أن حسب تصريح المخرج زاك سنايدر أن نسختة السابقة لفرقة العدالة كانت مكتملة بنسبة 95% ولكن شركة وارنر بروس قررت التخلي عن المخرج وقامت بالتعديل على نسخته السابقة لأسباب مجهولة.

## رؤية سنايدر لعوالم دي سي

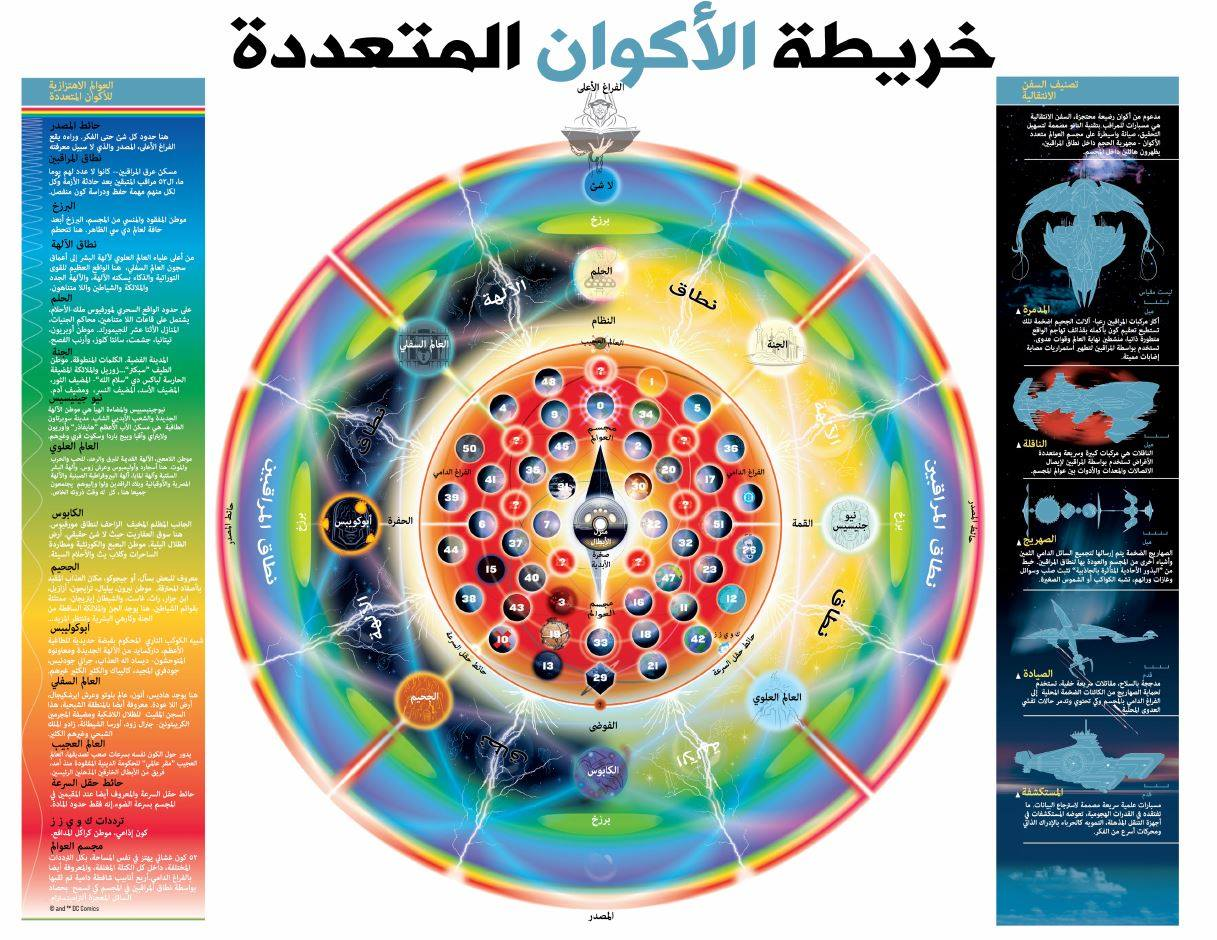
عوالم دي سي المتعددة برؤية المخرج زاك سنايدر

بعد الفلمين الذي قدمهما زاك لعوالم دي سي وهما سوبرمان وباتمان ضد سوبرمان كان من المقرر أن يعمل ثلاثية فرقة العدالة ولكن بسبب بعض المشاكل مع شركة وارنر بروس الغيت الفكرة.

### مشاكل سنايدر مع شركة وارنر بروس
وارنر بروس هي أكبر شركة إنتاج مرئي في العالم أنتجت نصف أفلام العالم، ومن ضمنهم سلاسل عالمية مثل سيد الخواتم وهاري بوتر وغيرهم، وهي التي ترون شعارها في بداية الأفلام وهي الشركة المالكة لحقوق دي سي كما ديزني مالكة لحقوق مارفل.
المخرج والأب الروحي لعالم دي سي السينمائي «زاك سنايدر» كانت خطته أن يبني عالم سينمائي له بداية ونهاية محددة، بمعنى ليس عالم ممتد كان يريد أن يقدم أفلام للشخصيات التي رأيناهم بفلم فرقة العدالة، ويقدم 3 أفلام لفرقة العدالة وينتهي هذا العالم
ويغلق، ويتسمى بأسمه وشخصيات واحداث هذا العالم والأفلام يعتبرون تابعين للأرض 1 من اكوان دي سي المتعددة وبهذا تقريبا ب 9 أفلام كان سنايدر سينهي السلسلة الأولى لعالم دي سي وعند الانتهاء، تعاقد هو ووارنر مع ممثلين آخرين أو يستكملوا معهم ويأتون بمخرجين ويبدأون بالعالم السينمائي الممتد بقصص وأفلام جديدة ومستمرة، لكن الإدارة والسياسة لوارنر واستعجالهم لكي يقومو بمنافسة مارفل، وتدخلاتهم بخطط سنايدر وأفلامه دمر كل شيء.
ولم يقتصر الموضوع على سنايدر وحده، بل حتى مع باقي المخرجين تدخلوا وضغطو وحذفو مشاهد وغيرو سيناريوهات واعلنوا عن أفلام من عندهم وقامو بربطها مع الافلام التي كانت من خطط سنايدر وبهذا الُغيت فكرة عالم سنايدر، واستمروا بتدخلاتهم معه خصوصا بعد حادثة انتحار ابنته أثناء تصوير فلم فرقة العدالة، واستمرو على هذه الحال إلى أن أجبروه على الانسحاب وأتوا بالمخرج جوس ويدون مخرج افلام المنتقمون أو الافينجرز فحذف مشاهد واعاد تصوير مشاهد وغير وحذف شخصيات وحذف ساعة ونصف من مدة الفيلم وأضاف التون الكوميدي الملون لفلم كان سيصبح أحد اعظم افلام الكوميك بوك.
شركة ديزني أعطت كامل الحرية لكُتابها ومخرجيها ويعتبرون فريق واحد لان جميعهم عملوا على افلام مارفل، هذا يعني ان كُل واحد منهم مُشارك بكتابة واخراج ما لايقل عن 5 افلام، ف بينهم تعاون وتفاهم قوي جدا وهذا الشيء ينعكس بشكل ايجابي على الافلام، ويحقق نجاح مثلما نرى عكس الذي يحدث بدي سي من ضغط وتدخلات مركزة على مخرج واحد فقط فـ من الطبيعي نشاهد تفوق مارفل في الافلام.

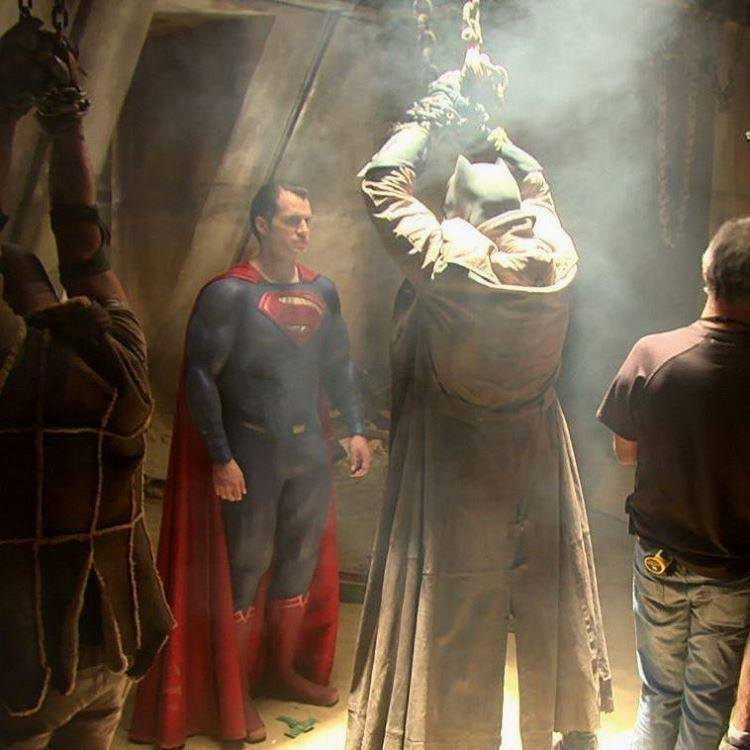
صورة من كواليس تصوير فلم فرقة العدالة نسخة زاك سنايدر

### ثلاثية فرقة العدالة برؤية المخرج زاك سنايدر[23]

#### الجزء الأول منفرقة العدالة
ستيبنوولف سيخسر وبنسخة زاك سنايدر (مشهد مابعد نهاية الفلم) كان سيتم قتله من قبل دارك سايد، لأنه فشل في الغزو لكن في نسخة زاك فرقة العدالة، كانو سيعرفون أنه هنالك خطر أكبر على الأرض وأنه نهاية فلم فرقة العدالة، نسخة سنايدر مختلفة عن التي عرضت، وان فرقة العدالة كانوا سيشاهدون دارك سايد من البوابة التي سحبت ستيبنوولف عن طريق صورة هولوگرام.

#### الجزء الثاني منفرقة العدالة
فرقة العدالة سيبعدون الأرض عن الخطر ويباغتون دارك سايد وينقلون القتال لكوكب ابوكاليبس (عن طريق البوابات التي يفتحها سيبورج)، بوجود فرقة الـمصباح الاخضر لكن جميعهم ستتم هزيمتهم، ودارك سايد سيتوجه للأرض ويدمرها مثلما رأينا في كابوسبروس واين.
في فيلم باتمان ضد سوبرمان وإذا ربطنا الأحداث ببعض والخطة التي أوضحها سنايدر وتصريحاته وكلامه على موقع الفيرو سنرى أن دارك سايد من المتوقع أنه يأخد سوبرمان بجانيه، ويتحكم به عن طريق السيطرة عليه بسبب مقتل لويس لاين وهذا واضح بمشهد رجوع فلاش بالزمن وتحذير بروس من سوبرمان وأن لويس لاين هي الحل، في فيلم باتمان ضد سوبرمان وتصميم خطة سنايدر والرسمة التي أنزلها من فترة توضح وتؤكد هذا الشيء، أي أن الجزء الثاني من فرقة العدالة كان سيحدث به 3 أحداث معركة ابوكاليبس - غزو الأرض - تحالف سوبرمان مع دارك سايد، بتحكم داركسايد بعقله عن طريق السيطرة عليه وإيهامه بموت لويس لاين بسبب باتمان وفرقة العدالة.

#### الجزء الثالث منفرقة العدالة
وهذا سيكون بنفس المشهد لكابوس بروس واين، أرض مدمرة - سوبرمان شرير- باتمان يبحث عن الكريبتونايت وستكون المعركة الأخيرة ضد دارك سايد، وموت باتمان بأشعة الأوميگا من دارك سايد مضحي بنفسه لإنقاذ لويس لاين الحامل بابن كلارك كينت. وإعتقد أنه هذه المرة بروس سيأخد بتحذير فلاش، وأن إنقاذ لويس هو الحل الوحيد، طبعا هذا يترك نهاية دارك سايد علي يد سوبرمان وفرقة العدالة، طبعا موت باتمان بالثلاثية تم تأكيده أكثر من مرة مرة من سنايدر، لكن كان مجهول الطريقة وبأي جزء من القصة بالضبط وأغتقد أنه كنا سنشاهد معركة ضد دارك سايد، لكن الأمور توضحت برسمة زاك وكل هذه الأمور توضح اننا كنا سنشاهد اقوى ثلاثية كوميك بوك حية، كان من المقرر إخراج فرقة العدالة برؤية سوداية تعبر عن ظلامية دي سي كوميكس من قبل المخرج زاك سنايدر، ولكن بسبب انتحار ابنته اوتمن ودخول زاك حالة صدمة شديدة قامت شركة وارنر بروس بسحب مهمة إخراج فلم فرقة العدالة واعطاء هذه المهمة للمخرج جويسون ويدون.
وحينما عُرضت نسخة فلم فرقة العدالة انصدم الكثير من متابعين دي سي، ان الاخراج لم يكن لزاك سنايدر وانه قد تم التلاعب بالنسخة القديمة الخاصة بالمخرج زاك، الامر الذي جعل المعجبين يطلقون هاشتاك موحد استعادة نسخة سنايدر المقطوعة أو ما يعرف بسنايدر كات من اجل عرض النسخة الاصلية الخاصة بزاك سنايدر.

## حملة سنايدر كات
وهي عبارة عن حملة اطلقها فانز ومعجبي دي سي لمطالبة شركة وارنر بروس بعرض نسخة سنايدر لفلم فرقة العدالة بدأت بمواقع التواصل الاجتماعي، انضم الكثير من الممثلين الذين دعمو الحملة بتصريحات اعلامية وعلى مواقع التواصل الاجتماعي، ايضاً ومن ثم تطورت إلى حملة دعم بالكثير من الدول العربية، واجنبية شملت المولات المحلات. التجارية اماكن الجلوس وحتى الملاعب، ومن ثم تحولت إلى حملة جمع تبرعات إلى إحدى المنظمات المحاربة للأنتحار التي يدعمها سنايدر، بلغ المبلغ الكلي للتبرعات حول العالم ما يقارب 106 الف دولار.
- حملة نيويورك كوميك كون[25] حملة مهرجان نيويورك كوميك كون والتي شارك فيها روب فيلاد مؤلف شخصية «ديدبول».

- الحملة الكبرى في مهرجان سان دييغو كوميك كون[26]، حيث جمعت الجماهير مبلغ مايقارب الـ200 الف دولار، لأعلانات الحملة وللتبرع لمؤسسة مؤسسة الوعي والوقاية من الانتحار التي يدعمها كلا من المخرج «زاك سنايدر» وزوجته بعد حادثة انتحار ابنتهما في عام 2017، واطلاق طائرة فوق المهرجان تحمل شعار الحملة المطالبة بأطلاق نسخة سنايدر، وشارك فيها الممثل راي بورت مؤدي شخصية «دارك سايد».[27]

## أعماله
| عام  | فيلم                           | مخرج | منتج   | كاتب |
| ---- | ------------------------------ | ---- | ------ | ---- |
| 2004 | ظهور الموتى                    | نعم  | لا     | لا   |
| 2007 | 300                            | نعم  | لا     | نعم  |
| 2009 | المراقبون                      | نعم  | لا     | لا   |
| 2010 | أسطورة الحراس: بومة غهول       | نعم  | لا     | لا   |
| 2011 | ساكر بنش                       | نعم  | نعم    | نعم  |
| 2013 | رجل من حديد                    | نعم  | لا     | لا   |
| 2014 | 300: نهوض إمبراطورية           | لا   | نعم    | نعم  |
| 2016 | باتمان ضد سوبرمان: فجر العدالة | نعم  | لا     | لا   |
| 2016 | الفرقة الانتحارية              | لا   | تنفيذي | لا   |
| 2017 | المرأة الخارقة (فيلم)          | لا   | نعم    | لا   |
| 2017 | فرقة العدالة                   | نعم  | لا     | لا   |
| 2018 | فلاش                           | لا   | تنفيذي | لا   |
| 2018 | الرجل المائي (فيلم)            | لا   | نعم    | لا   |
| 2019 | فرقة العدالة                   | نعم  | لا     | نعم  |

## الاستقبال
| السنة | اسم الفلم                      | الطماطة الفاسدة  | ميتاكريتيك     | سينما سكور | الميزانية  | الايرادات    |
| ----- | ------------------------------ | ---------------- | -------------- | ---------- | ---------- | ------------ |
| 2004  | ظهور الموتى                    | 75% (187 مراجعة) | 59 (37 مراجعة) | B          | $26 مليون  | $102.4 مليون |
| 2006  | 300                            | 60% (231 مراجعة) | 52 (42 مراجعة) | A−         | $65 مليون  | $456.1 مليون |
| 2009  | المراقبون                      | 64% (307 مراجعة) | 56 (39 مراجعة) | B          | $130 مليون | $185.3 مليون |
| 2010  | أسطورة الحراس: بومة غهول       | 51% (130 مراجعة) | 53 (21 مراجعة) | A−         | $80 مليون  | $140.1 مليون |
| 2011  | ساكر بنش                       | 22% (216 مراجعة) | 33 (29 مراجعة) | B−         | $82 مليون  | $89.8 مليون  |
| 2013  | رجل من حديد                    | 56% (330 مراجعة) | 55 (47 مراجعة) | A−         | $225 مليون | $668.0 مليون |
| 2016  | باتمان ضد سوبرمان: فجر العدالة | 28% (413 مراجعة) | 44 (51 مراجعة) | B          | $250 مليون | $873.6 مليون |
| 2017  | فرقة العدالة                   | 40% (382 مراجعة) | 45 (52 مراجعة) | B+         | $300 مليون | $657.9 مليون |

## أفلامه القصيرة
| السنة | الفلم                | عمله | عمله | عمله | الملاحظات                       |
| السنة | الفلم                | مخرج | كاتب | منتج | الملاحظات                       |
| ----- | -------------------- | ---- | ---- | ---- | ------------------------------- |
| 2013  | الذكرى لـ75 لسوبرمان | نعم  | قصة  | لا   | قصة شارك في كتابتها مع بروس تيم |
| 2017  | مكواة بخار الثلج     | نعم  | قصة  | نعم  | مصور ايضاً                       |

## أخراجه الغنائي والموسيقي
| السنة | الفنان             | اسم الاغنية    |
| ----- | ------------------ | -------------- |
| 1992  | بيتر ميرفي         | "أنت قريب جدًا" |
| 1992  | موريسي             | "غدا"          |
| 1992  | صول ايسالام        | "شخص ما يشق"   |
| 1993  | صول ايسالام        | "الذهب الأسود" |
| 1993  | الكسندر اونيل      | "في المنتصف"   |
| 1994  | ديون فارس          | "أنا أعلم"     |
| 2009  | رومانسية الكيميائي | "صف الخراب"    |

## الجوائز وترشيحات
| السنة | الترشيح                        | الجائزة                        | الفئة                                                                      | النتيجة |
| ----- | ------------------------------ | ------------------------------ | -------------------------------------------------------------------------- | ------- |
| 2007  | 300                            | جائزة شيمس الذهبية             | افضل مدير للعام                                                            | مرشح    |
| 2007  | 300                            | جائزة هوليوود السينمائية       | افضل فلم جائزة هوليود                                                      | فائز    |
| 2008  | 300                            | جائزة زحل                      | افضل مخرج                                                                  | فائز    |
| 2008  | 300                            | افضل كتابة                     | مرشح                                                                       | مرشح    |
| 2009  | المراقبون                      | جائزة شويست                    | افضل مخرج                                                                  | فائز    |
| 2010  | المراقبون                      | جائزة شويست                    | افضل مخرج                                                                  | مرشح    |
| 2010  | المراقبون                      | جائزة SFX                      | افضل مخرج                                                                  | مرشح    |
| 2010  | أسطورة الحراس: بومة غهول       | جائزة سانت لويس لنقاد السينما  | أفضل فيلم روائي متحرك                                                      | مرشح    |
| 2013  | رجل من حديد                    | جائزة هوليوود السينمائية       | افضل فلم جائزة هوليود                                                      | مرشح    |
| 2014  | رجل من حديد                    | جائزة كوكب المشتري             | أفضل فيلم روائي متحرك                                                      | مرشح    |
| 2017  | باتمان ضد سوبرمان: فجر العدالة | جائزة التوت الذهبي             | أسوأ مدير                                                                  | مرشح    |
| 2017  | باتمان ضد سوبرمان: فجر العدالة | جائزة كوكب المشتري             | أفضل فيلم روائي متحرك                                                      | مرشح    |
| 2017  | المرأة الخارقة (فيلم)          | جوائز الأقمار الصناعية         | أفضل سيناريو مقتبس مشترك مع آلان هاينبرغ وجيسون فوكس                       | مرشح    |
| 2018  | المرأة الخارقة (فيلم)          | المعهد الأمريكي للسينما        | أفضل عشرة أفلام من السنة مشترك مع تشارلز روفان وريتشارد سكل وديبورا سنايدر | فائز    |
| 2018  | المرأة الخارقة (فيلم)          | جوائز نقابة المنتجين الأمريكية | أفضل صورة مسرحية مشترك مع تشارلز روفان وريتشارد سكل وديبورا سنايدر         | مرشح    |
| 2018  | المرأة الخارقة (فيلم)          | جائزة زحل                      | افضل كتابة                                                                 | مرشح    |

## مواقع خارجية
- زاك سنايدر على موقع IMDb (الإنجليزية)
- زاك سنايدر على موقع مونزينجر (الألمانية)
- زاك سنايدر على موقع ألو سيني (الفرنسية)
- زاك سنايدر على موقع ميوزك برينز (الإنجليزية)
- زاك سنايدر على موقع تيرنر كلاسيك موفيز (الإنجليزية)
- زاك سنايدر على موقع أول موفي (الإنجليزية)
- زاك سنايدر على موقع بوكس أوفيس موجو (الإنجليزية)
- زاك سنايدر على موقع قاعدة بيانات الأفلام السويدية (السويدية)
- زاك سنايدر على موقع إن إن دي بي (الإنجليزية)
- زاك سنايدر على موقع ديسكوغز (الإنجليزية)